# سانتا کروس دی پانیاگوا
سانتا کروس دی پانیاگوا (به اسپانیایی: Santa Cruz de Paniagua) یک منطقهٔ مسکونی در اسپانیا است که در استان کاسرس واقع شده‌است. سانتا کروس دی پانیاگوا ۸۳ کیلومتر مربع مساحت دارد.